# Zázrivá
Zázrivá este o comună slovacă, aflată în districtul Dolný Kubín din regiunea Žilina, pe malul râului Zázrivka⁠(d). Localitatea se află la altitudinea de 600 m deasupra n.m., se întinde pe o suprafață de 67,25 km2 și în 2017 număra 2.657 de locuitori.

## Istoric
Localitatea Zázrivá este atestată documentar din 1556.

## Demografie
| An:                | 1994 | 2004   | 2014   | 2024   |
| ------------------ | ---- | ------ | ------ | ------ |
| Număr de persoane: | 2852 | 2830   | 2694   | 2459   |
| Diferență:         |      | −0,77% | −4,80% | −8,72% |

| An:                | 2023 | 2024   |
| ------------------ | ---- | ------ |
| Număr de persoane: | 2488 | 2459   |
| Diferență:         |      | −1,16% |